# Малина

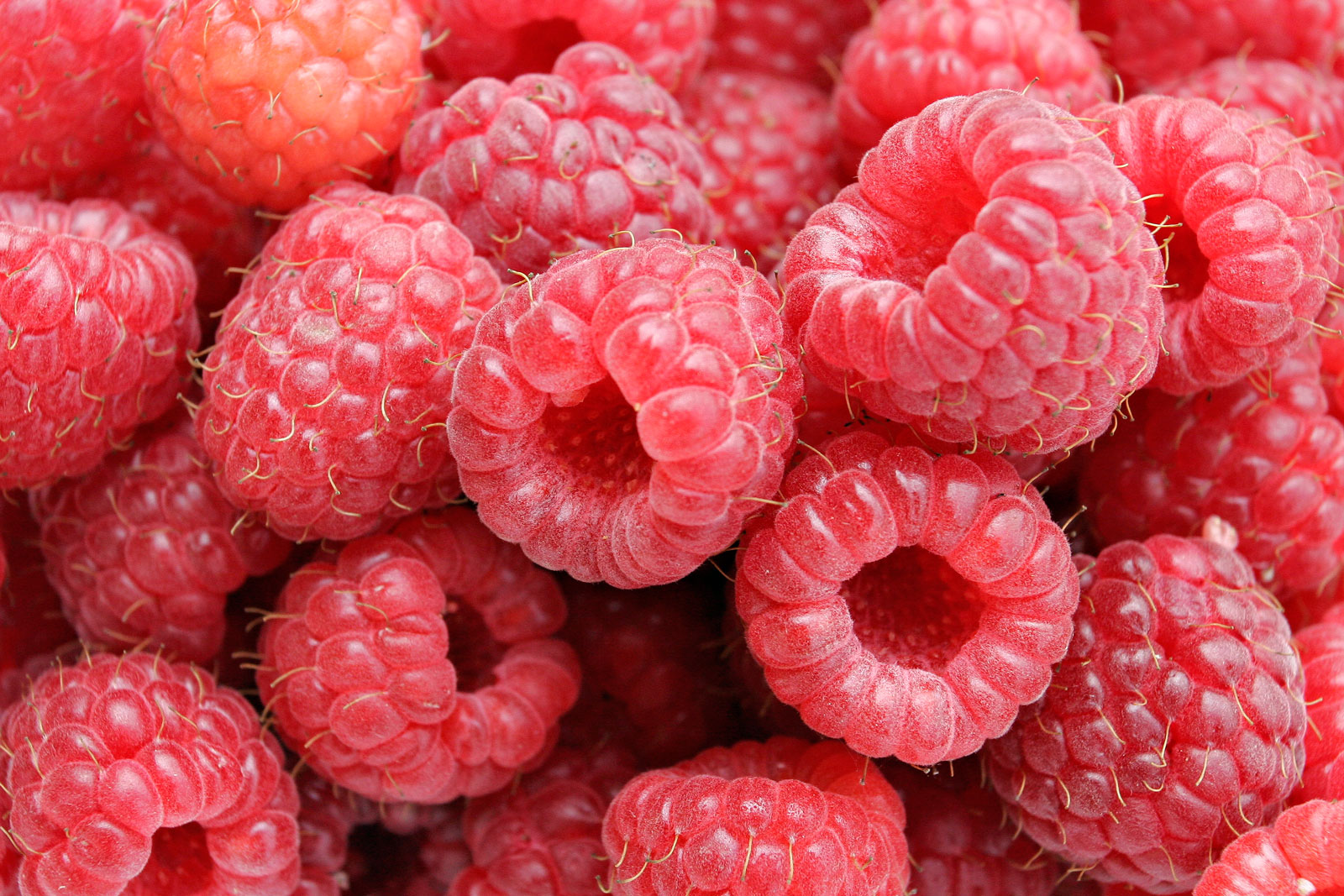

Мали́на (лат. Fructus Rubi idaei, Baccae Rubi idaei) — плід малини звичайної.
За ботанічною класифікацією плід малини — не ягода, а багатокістянка. Складається з декількох десятків зрощених кістянок (плодиків з кісточками), прикріплених до білої конічної плодоніжки і зібраних навколо неї в округлу голівку. Після того як дозріває, від квітколожа відділяється легко.
Колір — зазвичай червоний (малиново-червоний), також може бути білим, жовтим, рожевим.
Дозрівають у липні — серпні, також бувають ремонтантні форми (які повторно цвітуть і дають плоди).
У плодах 70-90 % соку, який містить цукри (в основному глюкозу і фруктозу), вільні органічні кислоти (лимонну, мурашину та ін.), пектини, азотні речовини, мінеральні солі, а також деревне волокно й насіння тощо.
Калорійність невисока (41 ккал на 100 г). Багаті на вітамін C.
Застосовують у медицині. Малиновий сироп використовують як підсолоджувач для мікстур. Малиновому варенню теж приписують протизастудну дію. Загалом народна медицина приписує малині протизапальну, антисептичну, жарознижувальну, відхаркувальну і протиблювотну дію.
Часто використовують трьохетапне внесення добрив. Починати треба ще з весни. Переважно використовують гній та золу, але цього не завжди достатньо для повноцінного розвитку рослини. Друге внесення добрив рекомендується робити на етапі цвітіння. Використовуйте нітрофоску. Розчиніть 50 г засобу в 10 л води. Полийте кущі під корінь. Третій етап — перед початком масового дозрівання ягід. Підживлення роблять суперфосфатом та сульфатом калію. Потрібно взяти по 20 г кожного засобу та розчинити в 10 л води.

## Галерея

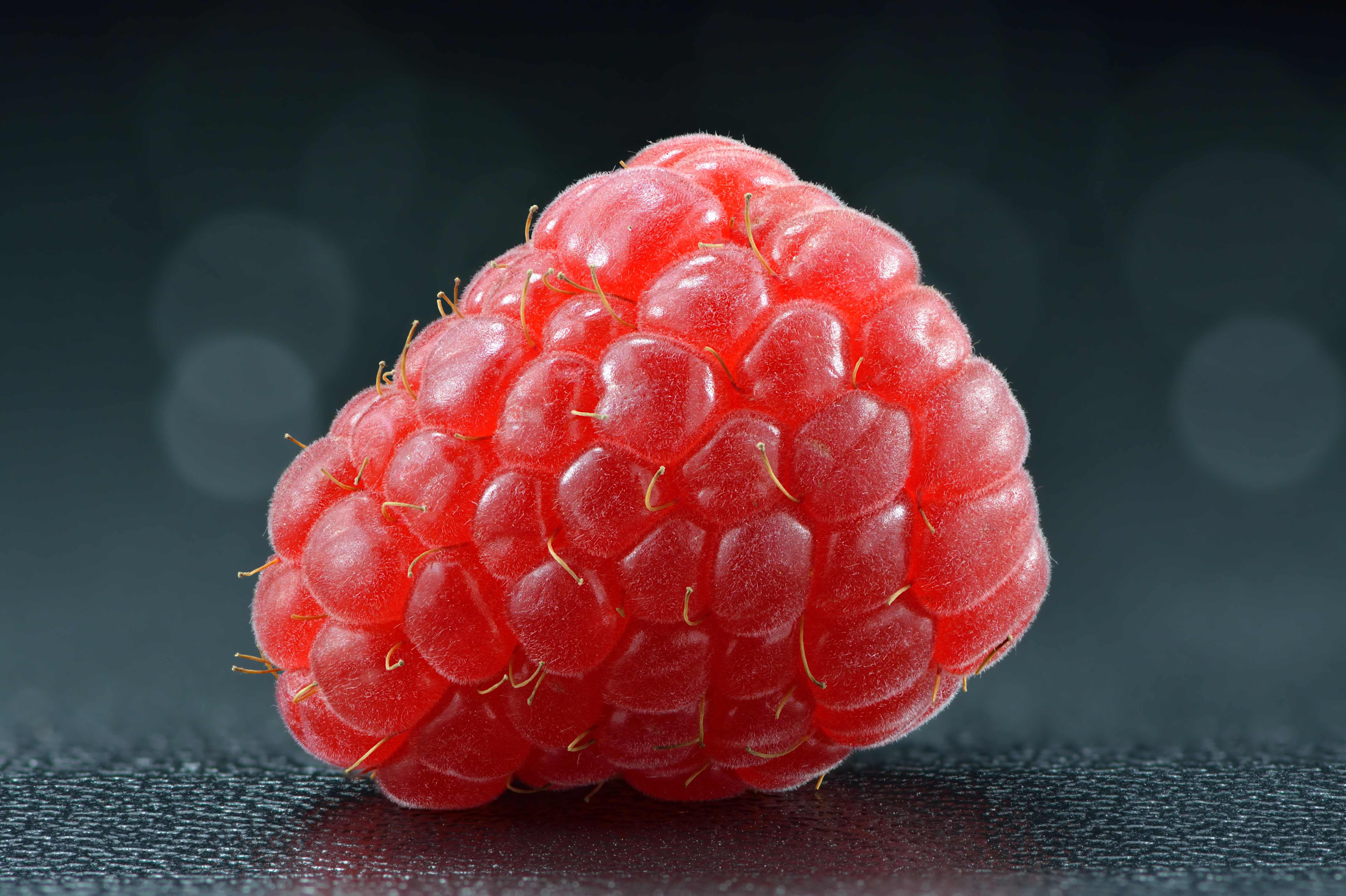
Малина зблизька. Розмір близько 20 мм. Естонія, 2020
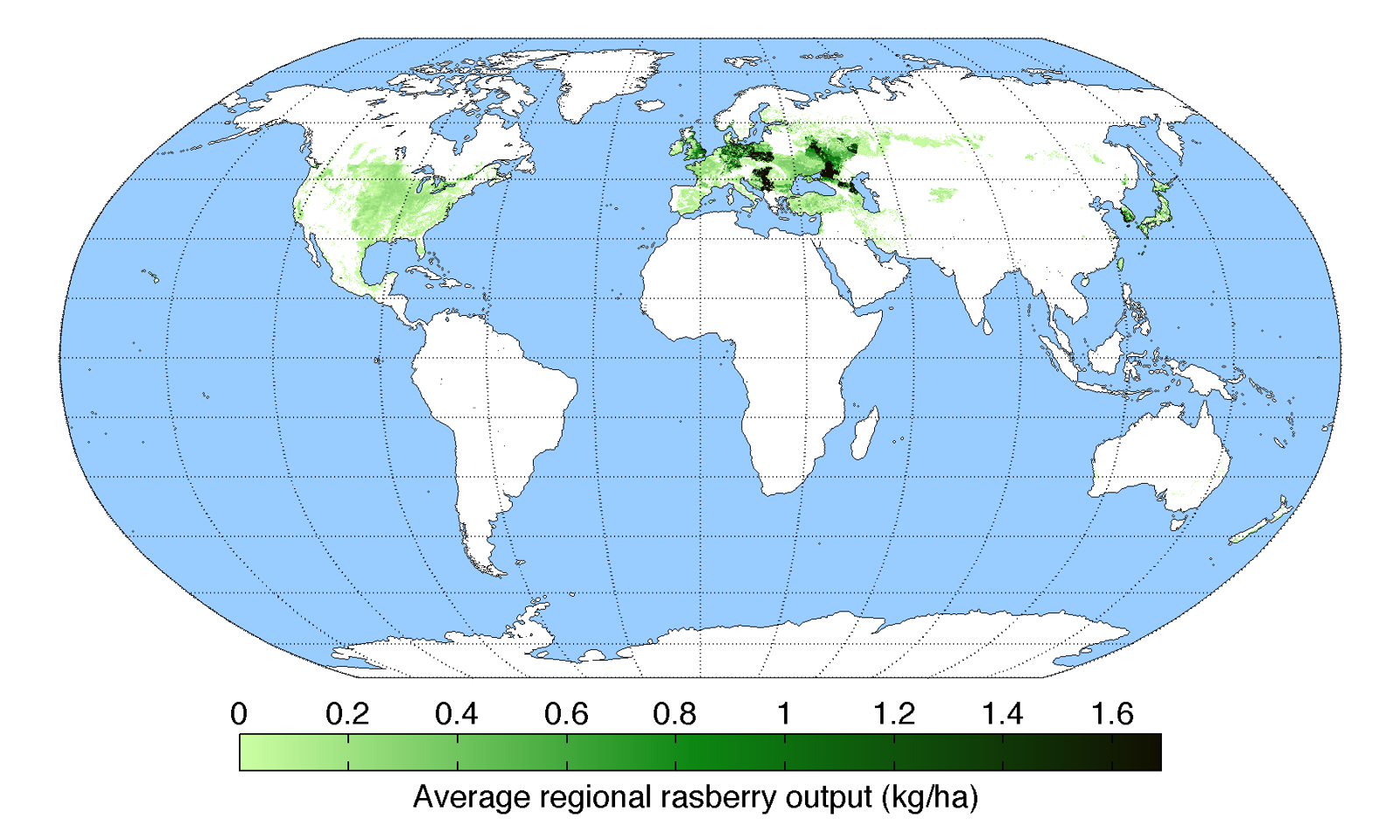
Виробництво малини